# Luise Raugräfin zu Pfalz

Luise Raugräfin zu Pfalz

Grabdenkmal in der Peterskirche in Heidelberg

Luise Raugräfin zu Pfalz (* 26. Januar 1661 in Heidelberg; † 6. Februar 1733 in Frankfurt am Main) war eine Tochter des Kurfürsten Karl I. Ludwig von der Pfalz. Durch die Briefe, die ihre Halbschwester Elisabeth Charlotte – genannt Liselotte von der Pfalz – an sie richtete, wurde ihr ein unvergängliches Denkmal gesetzt.

## Biografie
Luise war die zweitälteste Tochter aus der Verbindung des pfälzischen Kurfürsten Karl I. Ludwig (1618–1680) und seiner morganatisch angetrauten Ehefrau Marie Luise von Degenfeld. Sie war die Lieblingsschwester Liselottes, wovon der vertrauliche Ton der an sie gerichteten Briefe zeugt. 
Aus Ermangelung einer Mitgift war sie gezwungen, mit ihrer zwei Jahre jüngeren Schwester Amalie Elisabeth, genannt Amelise, ein unstetes Wanderleben zu führen. Ihre Reisen führten sie u. a. nach London (Juli 1696 – Juli 1697), Eisenach, Kassel, Berlin und nach Hannover. Dort war sie kurzzeitig als Großhofmeisterin ihrer Tante Sophie von der Pfalz, der Kurfürstin von Hannover, tätig. Als diese sich in der Frage der Erbfolge für die britische Krone mit Gottfried Wilhelm Leibniz beriet, gehörte 1712 auch Luise zu den Briefpartnern von Leibniz.
Nachdem sie nach dem Tode ihres Bruders Karl Ludwig Raugraf zu Pfalz mit vieler Mühe die Burg Streichenberg mit dem Dorf Stebbach (heute Teile der Gemeinde Gemmingen im Landkreis Heilbronn) als Kunkellehen erhalten hatte, verwaltete sie dieses mit großer Geschäftstüchtigkeit. Darüber hinaus kümmerte sie sich um die Güter ihres nach England übergesiedelten Schwagers Meinhard von Schomberg.
Luise war eine engagierte Calvinistin und gründete in Hannover ein reformiertes Bethaus. Sie bemühte sich um hugenottische Flüchtlinge, die nach dem Erlass des Edikts von Fontainebleau aus Frankreich herbeiflüchteten und war – im Zusammenwirken mit ihrer Schwägerin Liselotte – an der Freilassung von 184 Personen, darunter vielen Predigern, beteiligt, die z. T. jahrelang auf französischen Galeeren festgehalten worden waren.
Ihre letzten Jahre verlebte Luise sehr zurückgezogen. Sie hatte sämtliche ihrer 12 Geschwister überlebt und mit ihrem Tod 1733 erlosch das Geschlecht der Raugrafen. Von ihrem Todesort Frankfurt am Main wurde sie nach Heidelberg überführt, wo sie neben ihrer Schwester Amelise in der Peterskirche beigesetzt wurde und mit einem heute noch existierenden Grabdenkmal aus schwarzem Marmor gewürdigt wurde.